# (74366) 1998 WZ39
(74366) 1998 WZ39 – planetoida z pasa głównego asteroid okrążająca Słońce w ciągu 4,12 lat w średniej odległości 2,57 j.a. Odkryta 22 listopada 1998 roku.